# عالیه بنت علی
عالیه بنت علی آخرین ملکه عراق متولد حجاز (۱۹۱۱–۲۱ دسامبر ۱۹۵۰) بود. او همسر ملک غازی، پادشاه عراق و مادر ملک فیصل دوم بود. 

## زندگی
عالیه دختر دوم علی بن حسین، پادشاه حجاز و شریف مکه، در ۲۵ ژانویه ۱۹۳۴ میلادی در بغداد با غازی بن فیصل ازدواج کرد که حاصل این ازدواج یک پسر به نام فیصل بود. این ازدواج پس از مدتی به جدایی انجامید. ملک غازی بر اثر تصادف در ۴ آوریل ۱۹۳۹ جان خود را از دست داد. یکی از سیاستمداران آن زمان به نام نوری سعید به دست داشتن در این حادثه متهم شد. در تشییع جنازه غازی مردم شعار می‌دادند: نوری، پاسخ خون غازی را خواهی داد. نوری سعید متهم بود که با همکاری عبد الإله، برادر ملکه عالیه به دنبال براندازی ملک غازی بوده است. با توجه به خردسالی فیصل دوم، عبد الإله با حمایت نوری سعید نایب‌السلطنه شد. عبد الإله در دوران ولیعهدی تحت تأثیر نوری قرار داشت. عالیه به خاطر پسرش، مجدداً ازدواج نکرد. او در ۲۱ دسامبر ۱۹۵۰ درگذشت.